# 中島村 (熊本県上益城郡)
中島村（なかしまむら）は、かつて熊本県上益城郡にあった村。

## 沿革
- 1889年（明治22年）4月1日 - 町村制施行に伴い上益城郡北中島村、島木村、金内村、田小野村、原村が合併し、中島村が発足。
- 1957年（昭和32年）4月1日 - 上益城郡名連川村とともに矢部町へ編入。